# Storia della Martinica
La storia della Martinica è piuttosto recente a causa del suo popolamento tardivo. Tra i momenti che più l'hanno marcata si ricordano l'immigrazione massiccia di schiavi africani a partire dal 1670, le guerre per il predominio tra imperi coloniali europei, l'evoluzione delle attività agricole, l'eruzione de La Pelée del 1902 e infine le rivendicazioni indipendentiste moderne.

## I primi insediamenti della Martinica
Si ritiene che le Piccole Antille abbiano visto l'arrivo dell'uomo tra il 10.000 e il 5.000 a.C. ma ancora oggi non sono stati trovati reperti in grado di confermarlo. Le più antiche tracce sono state rinvenute presso il sito archeologico Norman Estate sull'isola di Saint-Martin e si stima siano risalenti al periodo tra il 2.400 e il 1.900 a.C. L'archeologia inoltre permette di collocare all'arrivo dei primi Amerindi nel I secolo d.C.
Questi primi coloni erano di cultura saladoide, dal nome del toponimo venezuelano di Saladero nella foresta amazzonica. Il nome di Arawak che venne loro assegnato comprende nella stessa famiglia, più che altro linguistica, numerose popolazioni indigene come i Galibi e i Caribi.
Questa popolazione soleva abitare i contrafforti del Monte Pelée e produceva delle ceramiche molto decorate. La sussistenza era affidata principalmente alla pesca, la raccolta e all'agricoltura. Il sito archeologico di Vivé nel comune di Le Lorrain, ne è un'ottima testimonianza. Questo sito infatti fu di grande interesse e oggetto di diversi scavi tra il 1996 e il 2001.
Si sottolinea inoltre un periodo di rovina per la civiltà dell'isola nel III secolo d.C. Gli scavi effettuati nel 1999 infatti hanno mostrato uno strato di cenere vulcanica che causò l'abbandono degli insediamenti proprio in quel periodo.

### L'eruzione precolombiana de La Pelée
Il popolamento della Martinica è marcato da un'interruzione legata all'eruzione del vulcano La Pelée nel 295 che avrebbe decimato o comunque forzato l'esilio della popolazione. Gli Arawak ritornarono sull'isola solo attorno al 400 e solo nel 600 circa le popolazioni caraibiche sarebbero giunte sull'isola.
Queste nuove popolazioni pare si siano installate preferibilmente nella regione più meridionale della Martinica. Esse si ricollegano ai popoli suazoidi dalla regione sempre venezuelana dalla quale provenivano, Suazei, che genericamente vengono chiamati Caribi. Il sito costiero di Ansa Trabaud nel comune di Sainte-Anne, presso il cui ha anche operato l'archeologo canadese Louis Allaire, mostra proprio questo periodo ultimo prima dell'arrivo degli Europei nelle Antille così come il sito presso il comune Le Diamant datato IX secolo d.C.
Le popolazioni Caribe non si differenziano particolarmente da quelle Arawak come spesso i primi cronisti europei, primi autori di scritti sul Nuovo Mondo, hanno lasciato credere. Tuttavia le loro furono le uniche testimonianze e fonti di questo periodo in quanto le popolazioni amerinde non conoscevano la scrittura.

## L'arrivo degli Europei
Si attribuisce generalmente la scoperta della Martinica a Cristoforo Colombo che il 15 giugno 1502 la vide durante il suo quarto viaggio verso le Indie. Tuttavia pare verosimile che sia stato Alonso de Ojeda a scoprire l'isola per primo durante la sua spedizione del 1499-1500.
Esistono inoltre versioni contraddittorie sul paternità del nome dell'isola. Il primo nome documentato dell'isola risulta essere Matinino (a volte trascritto Madinina, che significherebbe "isola delle donne" o "isola dei fiori"), che designerebbe un'isola mitica presso i Tainos di Hispaniola. Questo nome le è stato probabilmente attribuito dai geografi imbarcati nelle spedizioni spagnole di Alonso de Ojeda ed è stato ritrovato su delle carte geografiche di quel periodo ma poiché Cristoforo Colombo deteneva per legge il monopolio sulle scoperte effettuate nelle Indie Occidentali, questi battezzò ufficialmente l'isola con il nome di Martinica nel 1502.

## L'inizio della colonizzazione
Colombo, durante il suo quarto viaggio, fece solo una breve sosta sull'isola che era occupata dagli ostili Caribi. Sarà solo un secolo più tardi, nel 1635, che i primi coloni europei riusciranno a installarsi stabilmente sull'isola di Martinica.
Nel frattempo comunque, l'isola non resta senza contatti con gli Europei. Mentre gli Spagnoli preferiscono disinteressarsi delle Antille Orientali in quanto giudicate troppo piccole e popolate da indigeni aggressivi, i Francesi, gli Inglesi e gli Olandesi vi si fermano spesso per fare rifornimento di viveri e acqua e per commerciare con gli Amerindi.
Il 15 settembre 1635, il filibustiere Pierre Belain d'Esnambuc sbarca nella rada di Saint-Pierre assieme a 150 coloni francesi che erano stati esiliati dall'isola di Saint Kitts. Nasce così la prima colonia su Martinica, per conto della corona di Francia e della Compagnia delle isole d'America. I primi edifici francesi sull'isola sono Fort Saint-Pierre (attualmente Saint-Pierre), fondato da d'Esnambuc, e la cittadina di Fort-Royal (attualmente Fort-de-France), fondato da Jean-Charles de Baas e Charles de Courbon.